# الیمینیشن چمبر (۲۰۱۳)
الیمینیشن چمبر (۲۰۱۳) (به انگلیسی: Elimination Chamber (2013)) یا اتاق نابودی (۲۰۱۳) یک رویداد غیر رایگان (Pay-Per-View) در کشتی حرفه‌ای است که در تاریخ ۱۷ فوریه ۲۰۱۳ در ورزشگاه سنتر کینگ اسموتی شهر نیواورلئان توسط دبلیودبلیوئی برگزار شد. این رویداد چهارمین دوره از سری مسابقات اتاق حذف دابلیو دابلیو ئی است. این رویداد ۲۱۳٬۰۰۰ خرید برای مشاهده را دریافت کرد درحالی که رویداد سال گذشته (الیمینیشن چمبر (۲۰۱۲)) ۱۷۸٬۰۰۰ خرید داشت.

## نتایج
| #                                                                                                 | نتایج                                                                                    | نوع مسابقه                                                                  | مدت زمان |
| ------------------------------------------------------------------------------------------------- | ---------------------------------------------------------------------------------------- | --------------------------------------------------------------------------- | -------- |
| ۱پ                                                                                                | برادوس کلی و مت بلوم پیروز مقابل کودی رودز و دیمین ساندو                                 | مسابقه تگ تیم                                                               | ۰۴:۰۷    |
| ۲                                                                                                 | آلبرتو دل ریو (c) پیروز مقابل بیگ شو                                                     | مسابقه تک نفره برای قهرمانی سنگین‌وزن جهان (دبلیو دبلیو ای)                  | ۱۳:۰۵    |
| ۳                                                                                                 | آنتونیو سزارو (c) پیروز مقابل د میز                                                      | مسابقه تک نفره برای قهرمانی ایالات متحده دبلیو دبلیو ای                     | ۰۸:۲۱    |
| ۴                                                                                                 | جک سوئگر پیروز مقابل کریس جریکو، دنیل براین، کین، مارک هنری و رندی اورتن                 | مسابقه الیمینیشن چمبر برای رقابت بر سر قهرمانی سنگین‌وزن جهان در رسلمانیا ۲۹ | ۳۱:۱۸    |
| ۵                                                                                                 | شیلد (کشتی حرفه‌ای) (دین امبروز، رومن رینز، سث رالینز) پیروز مقابل جان سینا، رایبک و شیمس | مسابقه تگ تیم                                                               | ۱۴:۴۹    |
| ۶                                                                                                 | دولف زیگلر (همراه ای‌جی لی و بیگ ای لنگستن) پیروز مقابل کوفی کینگستون                     | مسابقه تک نفره                                                              | ۰۳:۵۵    |
| ۷                                                                                                 | کیتلین (c) پیروز مقابل تامینا اسنوکا                                                     | مسابقه تک نفره برای کمربند دیواز                                            | ۰۳:۱۵    |
| ۸                                                                                                 | د راک (c) پیروز مقابل سی‌ام پانک (همراه پل هیمن)                                          | مسابقه تک نفره برای کمربند دبلیودبلیوئی قهرمانی جهان                        | ۲۰:۵۵    |
| - (c) – نشان‌دهنده قهرمان(هایی) است که به میدان می‌روند - پ – نشان‌دهنده این است که مسابقه در پری–شو |                                                                                          |                                                                             |          |

## ترتیب ورود به اتاق حذف و ترتیب نابودی‌ها
| شکست خورده | کشتی‌گیر    | ترتیب ورود | شکست خورده توسط | روش شکست دادن                 | مدت زمان |
| ---------- | ---------- | ---------- | --------------- | ----------------------------- | -------- |
| 1          | دنیل براین | ۱          | مارک هنری       | پس از اجرای پاور اسلم، پین شد | ۱۶:۳۵    |
| 2          | کین        | ۴          | مارک هنری       | پس از اجرای پاور اسلم، پین شد | ۱۸:۲۱    |
| 3          | مارک هنری  | ۶          | رندی اورتن      | با آر کی او پین شد            | ۲۳:۲۰    |
| 4          | کریس جریکو | ۲          | رندی اورتن      | با آر کی او پین شد            | ۳۱:۱۱    |
| 5          | رندی اورتن | ۵          | جک سوئگر        | با رول آپ پین شد              | ۳۱:۱۸    |
| برنده      | جک سوئگر   | ۳          | N/A             | N/A                           |          |